# Serie 9100 de CP
La Série 9100 es la designación atribuida a un tipo de automotor, que fue utilizado por la operadora Caminhos de Ferro Portugueses en la Línea del Támega, en Portugal.

## Descripción

### Historia
Tal como sucedió con las unidades de la CP Serie 9300, que se basaban en sus congéneres de vía ancha, los automotores de la Serie 9100 eran esencialmente versiones modificadas para ancho métrico de la CP Serie 0100, que utilizaban ancho ibérico. Ambas series fueron adquiridas a la constructora sueca Nydqvist & Holm AB (más conocida como NOHAB).
Las 3 unidades encomendadas entraron en servicio en 1949, para reforzar los servicios de pasajeros en la Línea del Támega, hasta esa fecha apenas asegurados por composiciones formadas por locomotoras a vapor y vagones.
Debido al hecho de haber sido entregadas con apenas dos ejes, los automotores revelaron varios problemas de estabilidad, que fueron resueltos con la introducción de 2 bogies de dos ejes, en esquema Bo-Bo, uno en cada extremo.
El 7 de junio de 1998, los automotores 9101 y 9102 colisionan junto a Fregim, provocando 20 heridos leves y 1 grave. La 9101 es retirada del servicio, siendo utilizada para apoyar obras en las otras dos unidades, que continuaron circulando; una de las cabinas fue preservada, siendo colocada en el Museo Nacional Ferroviario.
Fueron retirados del servicio en 2002, siendo sustituidos por los automotores de la CP Serie 9500.

## Ficha técnica

### Características de explotación
- Año de entrada en servicio: 1949[1]
- Año de salida de servicio: 2002[1]
- Número de automotores: 3[5]

### Datos generales
- Ancho de Via: 1000 mm[5]
- Tipo de composición: Unidad Simple a diésel (motor)[5]
- Comando en unidades múltiples: No tiene[1]
- Longitud total: 15,59 metros[1]
- Tipo de tracción: Gasóleo (diésel)[5]

### Transmisión
- Tipo: Hidráulico[1]

### Motores de tracción
- Fabricante: Scania-Vabis[1]
- Potencia: 150 caballos[1]
- Cantidad: 2[1]
- Tipo: D-802[1]
- Potencia por motor: 187 Cv[1]

### Características de funcionamiento
- Velocidad máxima: 70 km/h[1]

### Capacidad
- Primera clase: 8[5]
- Segunda clase: 28[5]

## Listado de material
- 9101: Retirada, después de colisionar con la 9102, el 7 de junio de 1998[1]
- 9102: Aparcada en la Estación Ferroviaria de Livração[1]
- 9103: Aparcada en la Estación Ferroviaria de Livração[1]